# Musine Kokalari
Musine Kokalari (Adana, 10 de febrer de 1917 - 14 d'agost de 1983) fou una escriptora albanesa, política dissident i una de les primeres feministes d'aquest país. En la seua obra va descriure la vida de les dones de la seua època a Albània i en denuncià l'opressió. Fou fundadora del Partit Socialdemòcrata d'Albània el 1943. Kokalari es considera com la primera escriptora d'Albània. Després de la seua participació en la política durant la Segona Guerra Mundial, fou perseguida pel règim comunista albanés i no se li va permetre tornar a escriure. Va morir en la pobresa i totalment sola. Tot i que després de l'època comunista alguns escriptors foren rehabilitats, les figures de Musine Kokalari i de Selfixhe Ciu continuen pràcticament oblidades.

## Biografia
Musine Kokalari nasqué el 10 de febrer del 1917 a Adana, al sud de Turquia, en el si d'una família políticament activa originària de Gjirokastrian. Va tornar a Albània amb la seua família al 1920. Començà a interessar-se per la cultura amb el seu germà Vesim que treballava en una llibreria de Tirana a mitjan dècada dels 1930. Al gener del 1938, es trasllada a Roma i hi estudia literatura en la Universitat La Sapienza; es doctora el 1941 amb una tesi sobre Naim Frashëri. Va tornar a Albània i en els següents anys publica tres reculls de contes: Siç em thotë nënua plakë (Com em diu la meua vella mare) el 1941.
Es creu que aquesta col·lecció històrica, inspirada en el folklore tosc i en les lluites quotidianes de les dones de Gjirokastër, és la primera obra literària publicada per una dona a Albània. Escrita en el seu dialecte local i inspirada en el folklore i la història de Gjirokastra, la seua importància és doble: són representacions de la vida de les dones d'aquesta època i del patrimoni etnogràfic del sud-est d'Albània. Kokalari digué del seu primer llibre que era "l'espill d'un món passat, el camí de la transició de la infantesa amb les seues melodies i primers anys de matrimoni en el món d'una dona adulta, cada vegada més lligada a les pesades cadenes de l'esclavitud del fanatisme patriarcal."
Tres anys després, tot i les vicissituds de la Segona Guerra Mundial, Kokalari, que en aquest moment té vint-i-set anys, publica un recull més extens de contes i esbossos titulat Com es balancejà la vida (1944). Un tercer volum dels seus contes populars es titulava Al voltant de la llar (1944).
El 1943, va dir a una amiga: "Vull escriure, escriure, només escriure literatura, i no tenir res a veure amb la política".
Entre 1943 i 1944, Musine Kokalari fou membre fundadora del Partit Socialdemòcrata i creà i dirigí un diari clandestí, Zëri i Lirisë (La Veu de la Llibertat). Quan la Segona Guerra Mundial acabà, Kokalari obrí una llibreria i fou convidada a ser membre de la Lliga Albanesa d'Escriptors i Artistes, creada el 7 d'octubre del 1945 amb la presidència de Sejfulla Malëshova.
Dos dels seus germans, Vesim i Muntaz, foren executats per l'estat per les seues activitats polítiques al novembre del 1944. La mateixa Kokalari fou detinguda i arrestada diverses vegades al 1945 després d'expressar obertament els seus punts de vista contra el totalitarisme.
Kokalari participà en la Coalició Democràtica, que donava suport a l'ajornament d'eleccions i a les eleccions multipartidistes. L'escriptora esperava que alguns representants del Regne Unit i dels Estats Units supervisassen les eleccions. Però els 37 membres de la coalició foren arrestats i considerats traïdors a la nació albanesa. Ni Estats Units ni el Regne Unit hi intervingueren.
En acabar la Segona Guerra Mundial i amb l'arribada del règim comunista, el que havia estat un gran període per a la literatura albanesa s'extingí. Enver Hoxha i els seus ministres van internar, exiliar o executar algunes figures literàries importants. Kokalari i la seua amiga des de la infantesa Selfixhe Ciu, que havien estudiat a l'estranger i les idees de les quals, per això, es consideraven perilloses per al règim, n'eren entre els primers objectius.
L'arrestaren el 17 de gener del 1946, així com a Malëshova, i el 2 de juliol del 1946 la sentencià a vint anys de presó el tribunal militar de Tirana com a sabotejadora i enemiga del poble. Abans del seu arrest, Kokalari havia enviat una carta a les Forces Aliades, que encara eren a la capital albanesa, Tirana. En la carta, demanava eleccions lliures i llibertat d'expressió.

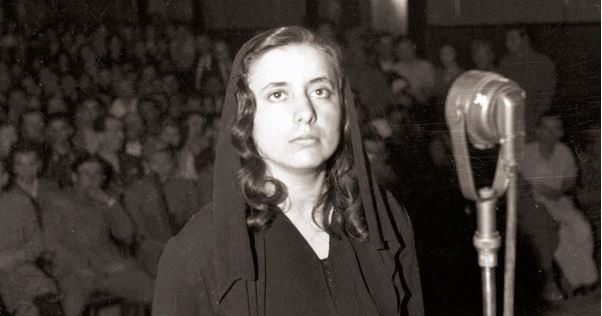
Foto presa durant el seu judici el 1946

El 1946, Kokalari fou duta davant el tribunal militar de Tirana. L'amenaçaren i coaccionaren. Les notes d'arxiu expliquen que fins i tot els espectadors del judici li van arrencar cabells. El judici fou transmés en directe amb altaveus a la multitud de l'exterior. La seua postura estoica s'il·lustra en una fotografia presa per l'Agència Telegràfica d'Albània. En desafiament, portava un vel de dol en memòria dels seus germans executats. La seua imatge poderosa aparegué en portada als diaris d'Albània dos dies seguits.

Aquest judici fou el segon d'una sèrie de sis organitzats per les autoritats d'aquest període per eliminar els "enemics de l'estat". L'anomenaren "judici de dissidents polítics" i denotava la direcció que el règim estava prenent cap a la llibertat d'expressió. No refrenà a Kokalari, que en el judici defensà els seus drets. Els relats de testimonis parlen de la seua declaració: 
No necessite ser comunista per a estimar el meu país. Estime el meu país, malgrat no ser comunista. Desitge el seu progrés. Et vanes d'haver guanyat la guerra, i ara ets el guanyador que vols eliminar els qui anomenes opositors polítics. Pense diferentment a tu, però m'estime el meu país. M'estàs castigant pels meus ideals! 
 El 1964, després de 18 anys a la presó de Burrel a la regió del districte de Mat, aïllada i sota vigilància constant, passà els següents 19 anys de la seua vida internada a la ciutat de Rrëshen, al nord d'Albània, on va haver de treballar com a agranadora. Mai li permeteren continuar escrivint. Va morir el 1983 de càncer de mama. Ningú va assistir al seu funeral.

## Reconeixements pòstums

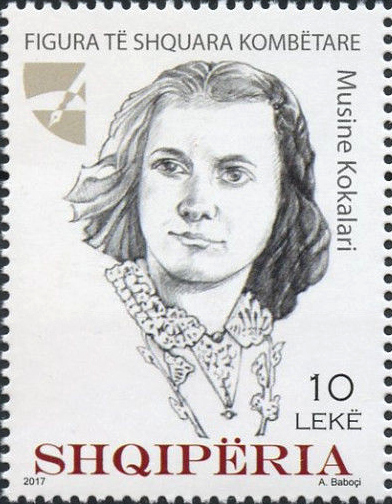
Kokalari en un segell del 2017 d'Albània

Kokalari fou una de les primeres 30 persones escriptores empresonades enumerades el 1960 pel Comitè dels Tres (precursor de PEN Internacional). El 1993, Kokalari fou declarada pòstumament Màrtir de la Democràcia pel president d'Albània, i en l'actualitat hi ha una escola de Tirana que porta el seu nom.
El 2016 es publicà a títol pòstum les seues memòries en la seua època universitària: La mia vita universitària. Memorie di una scrittrice albanese nella Roma fascista (1937-1941).